# Олд-Форт (Огайо)
Олд-Форт (англ. Old Fort) — переписна місцевість (CDP) в США, в окрузі Сенека штату Огайо. Населення — 143 особи (2020).

## Географія
Олд-Форт розташований за координатами 41°14′31″ пн. ш. 83°9′5″ зх. д. / 41.24194° пн. ш. 83.15139° зх. д. (41.241877, -83.151417).  За даними Бюро перепису населення США в 2010 році переписна місцевість мала площу 1,50 км², уся площа — суходіл.

## Демографія
Згідно з переписом 2010 року, у переписній місцевості мешкало 186 осіб у 71 домогосподарстві у складі 50 родин. Густота населення становила 124 особи/км².  Було 76 помешкань (51/км²).
Расовий склад населення:
| - 94,6 % — білих - 1,6 % — чорних або афроамериканців |

До двох чи більше рас належало 3,2 %. Частка іспаномовних становила 5,4 % від усіх жителів.
За віковим діапазоном населення розподілялося таким чином: 30,1 % — особи молодші 18 років, 52,2 % — особи у віці 18—64 років, 17,7 % — особи у віці 65 років та старші. Медіана віку мешканця становила 34,0 року. На 100 осіб жіночої статі у переписній місцевості припадало 93,8 чоловіків;  на 100 жінок у віці від 18 років та старших — 88,4 чоловіків також старших 18 років.
Середній дохід на одне домашнє господарство  становив 70 566 доларів США (медіана — 67 891), а середній дохід на одну сім'ю — 74 106 доларів (медіана — 68 594). За межею бідності перебувало 5,0 % осіб, у тому числі 10,9 % дітей у віці до 18 років та 0,0 % осіб у віці 65 років та старших.
Цивільне працевлаштоване населення становило 131 осіб. Основні галузі зайнятості: освіта, охорона здоров'я та соціальна допомога — 39,7 %, науковці, спеціалісти, менеджери — 12,2 %, виробництво — 10,7 %.